# Eskebornita
L'eskebornita és un mineral de la classe dels sulfurs que pertany al grup de la calcopirita. Va ser anomenada en honor de la seva localitat tipus.

## Característiques
L'eskebornita és un selenur de fórmula química CuFeSe₂. Cristal·litza en el sistema tetragonal. Els cristalls són gruixuts i tabulars, de fins a 1 mm; també es pot trobar en forma massiva, normalment intercrescut amb altres selenurs. La seva duresa a l'escala de Mohs és de 3 a 3,5. Forma una sèrie de solució sòlida amb la calcopirita.
Segons la classificació de Nickel-Strunz, l'eskebornita pertany a «02.CB - Sulfurs metàl·lics, M:S = 1:1 (i similars) amb Zn, Fe, Cu, Ag, etc.» juntament amb els següents minerals: coloradoïta, hawleyita, metacinabri, polhemusita, sakuraiïta, esfalerita, stil·leïta, tiemannita, rudashevskyita, calcopirita, gal·lita, haycockita, lenaïta, mooihoekita, putoranita, roquesita, talnakhita, laforêtita, černýita, ferrokesterita, hocartita, idaïta, kesterita, kuramita, mohita, pirquitasita, estannita, stannoidita, velikita, chatkalita, mawsonita, colusita, germanita, germanocolusita, nekrasovita, estibiocolusita, ovamboïta, maikainita, hemusita, kiddcreekita, polkovicita, renierita, vinciennita, morozeviczita, catamarcaïta, lautita, cadmoselita, greenockita, wurtzita, rambergita, buseckita, cubanita, isocubanita, picotpaulita, raguinita, argentopirita, sternbergita, sulvanita, vulcanita, empressita i muthmannita.

## Formació i jaciments
L'eskebornita es forma en filons hidrotermals a baixa temperatura. Va ser descoberta a Eskaborn Adit, a Harz (Saxònia-Anhalt, Alemanya). També ha estat descrita a altres indrets d'Alemanya, l'Argentina, Austràlia, Bolívia, Bulgària, el Canadà, els Estats Units, França, Polònia, la República Txeca i la Xina.
Sol trobar-se associada amb altres minerals com: calcopirita, clausthalita, tiemannita, berzelianita, naumannita, umangita, geffroyita, chameanita, uraninita, ankerita i dolomita.